# Сальвадор Мота
Сальвадор Мота Морено (ісп. Salvador Mota Moreno, 10 квітня або 30 листопада 1922, Гвадалахара — 10 лютого 1986, Мехіко) — мексиканський футболіст, що грав на позиції воротаря за клуби «Гвадалахара» та «Атланте», а також національну збірну Мексики.
Дворазовий володар Кубка Мексики. Володар Суперкубка Мексики.

## Клубна кар'єра
У футболі дебютував 1937 року виступами за команду «Некакса», в якій провів п'ять сезонів. 
Своєю грою за цю команду привернув увагу представників тренерського штабу «Клубу Америка», до складу якого приєднався 1942 року. Відіграв за команду з Мехіко наступні два сезони своєї ігрової кар'єри.
З 1944 року три сезони грав у складі команди «Гвадалахара». 
1949 року перейшов до клубу «Атланте», за який відіграв 7 сезонів. Завершив професійну кар'єру футболіста виступами за команду «Атланте» у 1956 році.

## Виступи за збірну
У складі збірної був учасником чемпіонату світу 1954 року у Швейцарії, де зіграв з Бразилією (0-5). Це був єдиний міжнародний матч у його кар'єрі. Основним воротарем збірної на той час був Антоніо Карбахаль.
Помер 20 лютого 1986 року на 64-му році життя у місті Мехіко.

## Титули і досягнення
- Володар Кубка Мексики (2):

«Атланте»: 1950-1951, 1951-1952
- Володар Суперкубка Мексики (1):

«Атланте»: 1951-1952